# Echeta grandis
Echeta grandis är en fjärilsart som beskrevs av Druce 1883. Echeta grandis ingår i släktet Echeta och familjen björnspinnare. Inga underarter finns listade i Catalogue of Life.